# تركي بن عبد الله بن عبد العزيز آل سعود
الأمير تركي بن عبد الله بن عبد العزيز آل سعود (21 أكتوبر 1972 -) كان أمير منطقة الرياض، وهو الابن السابع من أبناء الملك عبد الله بن عبد العزيز آل سعود.

## الخدمة العسكرية
- عَمل قائد السرب 92 المقاتل بجناح الطيران الثالث بقاعدة الملك عبد العزيز الجوية بالمنطقة الشرقية على طائرة إف 15 المقاتلة.
- قائد مجموعة القوات الجوية الملكية السعودية المشاركة في تمرين العلم الأحمر والأخضر في الولايات المتحدة الأمريكية عام 2010م
- عمل في عدد من القواعد الجوية بالمملكة وشارك في حرب درع الجنوب وعدة تمارين جوية داخل المملكة وفي دول مجلس التعاون الخليجي والدول العربية وحصل على دورة متقدمة في الاستخبارات الدفاعية العسكرية في الولايات المتحدة الأمريكية.
- التحق بعدة دورات متقدمة للقوات الجوية في بريطانيا وفرنسا والولايات المتحدة الأمريكية.
- رئيس لجنة تطوير ميادين القوات الجوية.
- حصل على العديد من الأوسمة وشهادات الشكر داخليًا وخارجيًا في مجال عمله.
- أسهم في دعم صندوق التكافل الخيري للقوات الجوية في قاعدة الملك عبد العزيز ودعم الأنشطة الرياضية بالقوات الجوية.[1]

## مناصبه
بتاريخ 4 ربيع الآخر 1434 هـ الموافق 14 فبراير 2013 أصدر الملك عبد الله بن عبد العزيز آل سعود أمراً ملكياً بتعيينه نائباً لأمير منطقة الرياض بمرتبة وزير. وفي 14 مايو 2014 صدر أمر ملكي بتعيينه أميرًا لمنطقة الرياض.
- أصدر الملك سلمان بن عبد العزيز آل سعود أمر ملكي في يوم الخميس 9 (عدد) ربيع الآخر 1436 هـ بإعفائه من منصب أمير منطقة الرياض
- أصدر الملك سلمان بن عبد العزيز آل سعود أمر ملكي في يوم الأحد صباحاً 16 صفر 1439 هـ بأمر بإيقاف الأمير بتهم فساد.

## شهاداته
- خريج قاعدة وليامز الجوية في الولايات المتحدة الأمريكية.
- حاصل على دورة القيادة والأركان من كلية القيادة المشتركة في المملكة المتحدة.
- ماجستير في العلوم العسكرية وماجستير في الدراسات الإستراتيجية بمرتبة الشرف من جامعة ويلز في بريطانيا.[1]
- في اواخر نوفمبر 2015 تم منحه شهادة الأستاذية الفخرية والرئاسة الفخرية لمركز الدراسات العربية من قبل رئيس جامعة اللغات والثقافة في بكين بالصين «تسوي شي ليانغ».[4]

## أُسرته
- والدته الأميرة تاضي بنت مشعان الجربا وله من الأخوة الأمير مشعل والأمير محمد والأمير ماجد والأمير مشهور والأميرة عريب والأميرة الهنوف.

## زوجاته
- كان متزوج سابقاً من الأميرة هالة بنت خالد بن سلطان بن عبد العزيز آل سعود.